# Michael Schumann (Soziologe)
Michael Schumann (* 24. Februar 1937 in Lüben) ist ein deutscher Industriesoziologe und war von 1975 bis 1985 Professor für Soziologie an der Universität Bremen und anschließend bis 2002 an der Universität Göttingen.

## Leben und Wirken
Er studierte in den 1950/1960er Jahren Soziologie in Frankfurt am Main bei Theodor W. Adorno und Max Horkheimer. 1960/61 war er Bundesvorsitzender des Sozialistischen Deutschen Studentenbundes (SDS). Von 1962 bis 1964 war er wissenschaftlicher Mitarbeiter am Institut für Sozialforschung in Frankfurt am Main.
Als studentischer Praktikant in der Bildungsabteilung der IG Metall arbeitete er Anfang der 1960er Jahre mit Hans Matthöfer, dem Leiter der Abteilung, in der Ford-Aktion zusammen. Mit diesem betriebsnahen Gewerkschaftsprojekt sollte unter anderem der extrem niedrige Organisationsgrad (zu Beginn der Aktion ca. 5 Prozent) in den Kölner Ford-Werken verbessert werden.
In den 1960er Jahren führte er mit Horst Kern eine industriesoziologische Untersuchung durch, die 1970 als Industriearbeit und Arbeiterbewußtsein publiziert und weit über das Fachgebiet rezipiert wurde. Ebenfalls mit Horst Kern wurde Anfang der 1980er Jahre eine Follow-up-Studie durchgeführt, die 1984 als Das Ende der Arbeitsteilung? veröffentlicht wurde. Beide Untersuchungen gelten als Standardwerke der industriesoziologischen Forschung.
Der zentrale Befund von Industriearbeit und Arbeiterbewußtsein war die Qualifizierungspolarisierung bei Industriearbeitern und hat nachfolgende Untersuchungen maßgeblich beeinflusst. Auch der mit der Publikation Das Ende der Arbeitsteilung? in die industriesoziologische Diskussion eingeführte Terminus „neue Produktionskonzepte“ fand eine breite Rezeption in der Disziplin, weil damit das tayloristische Paradigma für die Analyse und Gestaltung der Arbeit in der moderneren industriellen Produktion in Frage gestellt wurde.
1968 war Schumann Mitbegründer des Soziologischen Forschungsinstituts Göttingen, in dem er seither als geschäftsführender Direktor (1969–1996), Präsident (seit 1997) bzw. Berater und Senior President (seit 2011) tätig ist.

## Schriften
- mit Horst Kern: Industriearbeit und Arbeiterbewusstsein. Teil I + II, Europäische Verlagsanstalt, Frankfurt am Main 1970, ISBN 3-434-00221-9.
- mit Frank Gerlach und Albert Gschlössl: Am Beispiel der Septemberstreiks. Anfang der Rekonstruktionsperiode der Arbeiterklasse? Europäische Verlagsanstalt, Hamburg 1971, ISBN 3-434-00162-X.
- mit Horst Kern: Das Ende der Arbeitsteilung? C. H. Beck, München 1984, ISBN 3-406-30307-2.
- mit Volker Baethge-Kinsky, Martin Kuhlmann, Constanze Kurz, Uwe Neumann: Trendreport Rationalisierung. Sigma, Berlin 1994, ISBN 3-89404-368-7.
- Metamorphosen von Industriearbeit und Arbeiterbewusstsein. Kritische Industriesoziologie zwischen Taylorismusanalyse und Mitgestaltung innovativer Arbeitspolitik. VSA-Verlag, Hamburg 2003, ISBN 3-89965-008-5.
- mit M. Kuhlmann, F. Sanders, H.-J. Sperling: VW-Auto 5000: Ein neues Produktionskonzept. Die deutsche Antwort auf den Toyota-Weg? VSA-Verlag, Hamburg 2006.
- mit Hartmut Meine, Hans-Jürgen Urban: Mehr Wirtschaftsdemokratie wagen. VSA-Verlag, Hamburg 2011, ISBN 978-3-89965-452-3.
- Das Jahrhundert der Industriearbeit. Soziologische Erkenntnisse und Ausblicke. Beltz Juventa, Weinheim 2013. ISBN 978-3-7799-3040-2.